# Iago garricki
Il palombo dal muso lungo (Iago garricki Fourmanoir & Rivaton, 1979) è un palombo della famiglia dei Triakidi. È diffuso nel Pacifico occidentale al largo dell'Australia settentrionale e di Vanuatu, tra 9 e 26° di latitudine sud, tra 250 e 475 m di profondità. Raggiunge una lunghezza massima di 75 cm.